# Ninotsminda (stad)
Ninotsminda (Georgisch: ნინოწმინდა; Armeens: Նինոցմինդա) is een stad in het zuiden van Georgië met 3.955 inwoners (2024), gelegen in de regio Samtsche-Dzjavacheti. De stad is het bestuurlijk centrum van de gelijknamige gemeente. Ninotsminda is gesitueerd op het Dzjavacheti-hoogland op een hoogte van 1.950 meter boven zeeniveau en ligt hemelsbreed 110 kilometer ten zuidwesten van hoofdstad Tbilisi en ruim 20 kilometer van de grensovergang met Armenië. De plaats kent een vrijwel geheel Armeense bevolking.

## Geschiedenis
Het gebied van de huidige stad werd al in het midden van de 6e eeuw bewoond, er zijn ruïnes van een grote stenen kerk uit die periode. In de middeleeuwen lag de locatie in het vorstendom Samtsche (Samtsche-Saatabago, of ook wel Mescheti) dat aanvankelijk in de 15 eeuw onafhankelijk werd van het Koninkrijk Georgië, maar in de 16e eeuw door zowel het Ottomaanse Rijk als Safavidisch Perzië werd bevochten. Met de Vrede van Amasya in 1555 kwam de locatie in Perzisch gecontroleerd gebied te liggen. In de 17e eeuw kwam het gebied onder Ottomaanse controle, en werd het onderdeel van het Eyalet van Çıldır (of ook Pasjalik Achaltsiche).. Na de Russisch-Turkse Oorlog (1828-1829) en het Verdrag van Adrianopel kwam de omgeving onder Russisch gezag te staan.

### Doechobors

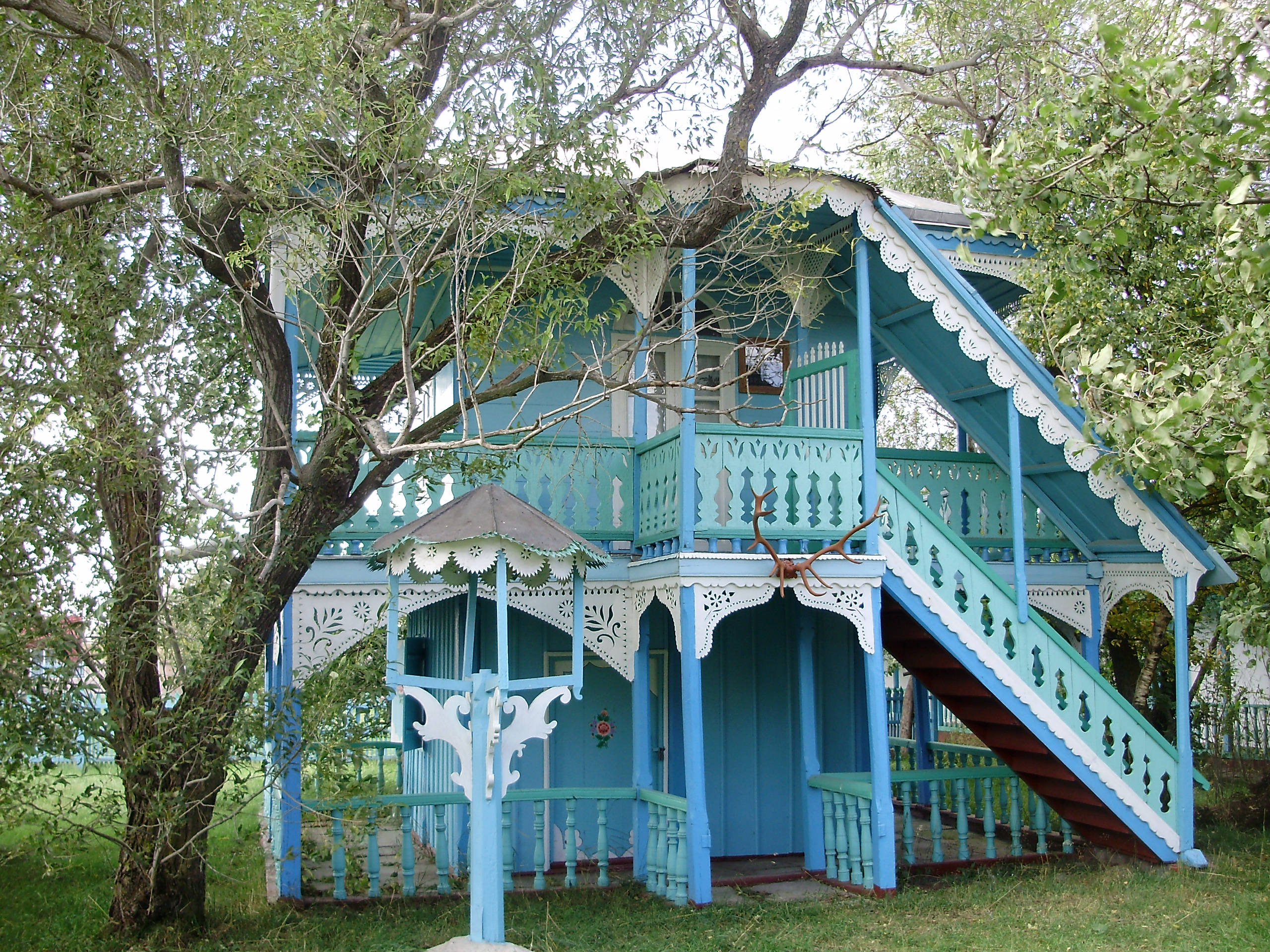
Religieus centrum van de Doechobors (in Gorelovka)

Het hedendaagse Ninotsminda werd rond 1840 opgericht als Bogdanovka (Russisch: Богдановка), toen een Russische religieuze groepering, de Doechobors ("Geestworstelaars"), verbannen werd uit de omgeving van Melitopol (Oekraïne) naar Transkaukasië. Zij hadden zich tegen de Russisch orthodoxe kerk gekeerd en geloofden in een directe relatie met God vanuit het innerlijke zelf in plaats van via intermediairen zoals een priester. Ongeveer 500 families (in totaal 4.097 personen) vestigden zich in Dzjavacheti. In het gebied van de gemeente Ninotsminda werd acht "Doechobor" dorpen opgericht, waaronder Bogdanovka. Sommige Doechobors emigreerden eind 19e eeuw naar Canada en stichtten daar een dorp in Saskatchewan met de naam Bogdanovka.
De dissidenten-status van de Doechobors maakte over de tijd plaats voor die van "loyale kolonisten" door hun noeste arbeid en bijdrages aan de nationale belangen van het Russische Rijk, waaronder tijdens verschillende oorlogen in de 19e eeuw. Tijdens de Sovjet-periode veranderde de etnische samenstelling in de dorpen langzamerhand door religieuze onderdrukking, deportatie en door de vestiging van andere etniciteiten. Armeniërs vestigden zich in Dzjavacheti na de Armeense genocide in Turkije.

### Districtscentrum
Bogdanovka werd in 1930 het centrum van het nieuwe district (rajon) met dezelfde naam. In 1961 werd het dorp gepromoveerd tot 'nederzetting met stedelijk karakter' (დაბა, daba). In 1970 waren er een kaas-en-boterfabriek, kledingfabriek en kwam er een mechanische fabriek. In 1983 werden stadsrechten verleend. Vanaf de jaren 1980 verhuisden vele Doechobors naar Rusland.
Tussen 1979 en 1989 nam het aantal Doechobors in het district af van 3.830 naar 3.165, en in de jaren 1990 reduceerde dat verder naar 1.350 door onder meer etnisch-nationalisme onder president Zviad Gamsachoerdia, 'Georgianisering' en de burgeroorlogen. In de stad Ninotsminda daalde dat aantal van 150 in 1990 naar 58 in 2006. In 1991 werd Bogdanovka, dat "door God gegeven" betekent, hernoemd naar Ninotsminda wat "Sint Nino" betekent, ter ere van de verlichter van de Georgiërs, Nino.

## Demografie
Begin 2024 had Ninotsminda 3.955 inwoners, een daling van 23% ten opzichte van de volkstelling in 2014. De bevolking van Ninotsminda bestond in 2014 voor ruim 94% uit Armeniërs en ruim 5% uit Georgiërs.
| Aantal                                                           | - | 383 | 964 | 1.658 | 2.824 | 3.826 | 7.285 | 6.287 | 5.144 | 4.525 | 3.955 |
| Verantwoording data: Bevolkingsstatistiek Georgië 1897 tot heden |   |     |     |       |       |       |       |       |       |       |       |

## Bezienswaardigheden

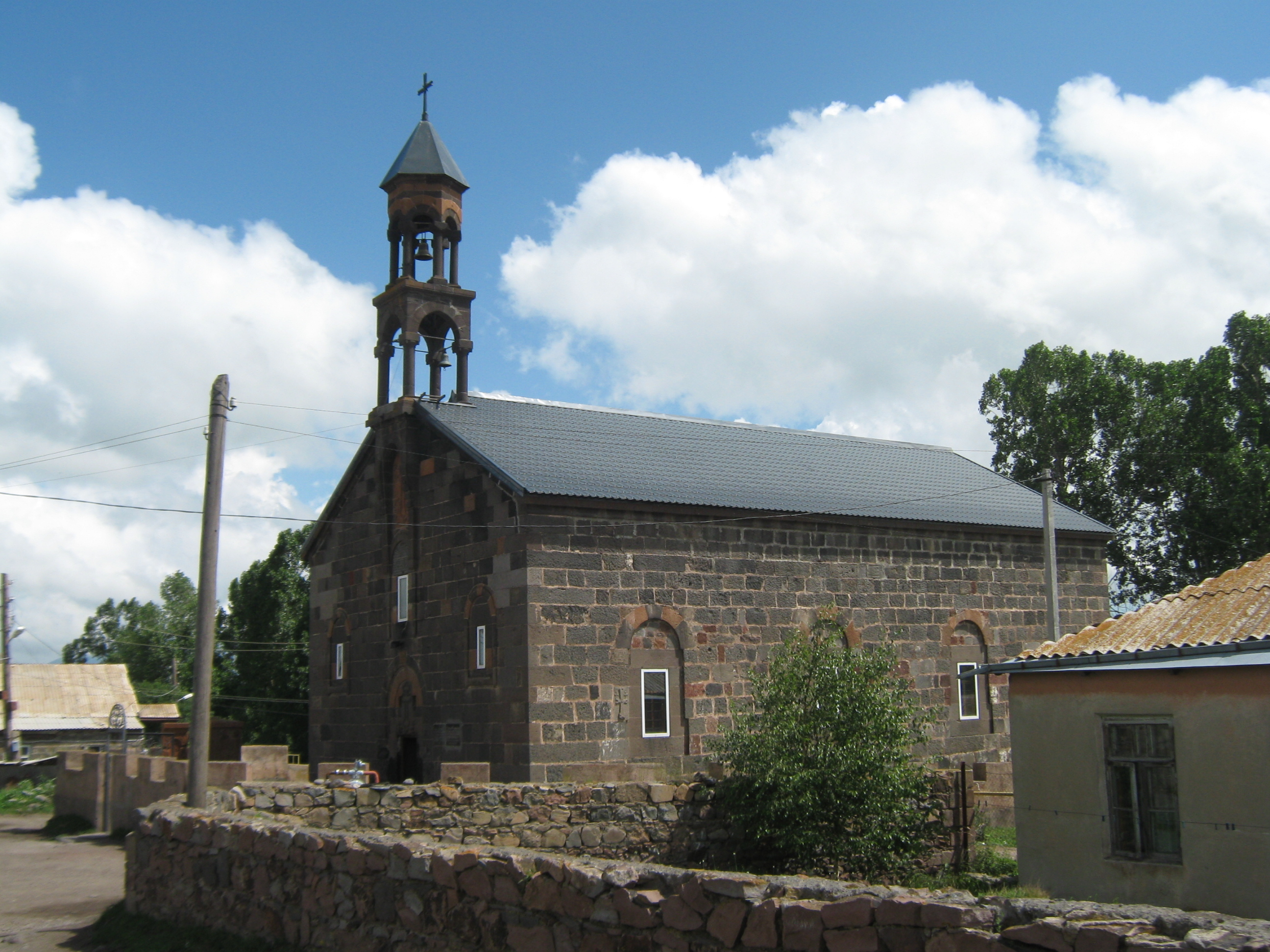
Surb Sarkis Armeense kerk uit 1884

Ninotsminda is in de 21e eeuw een onopvallend provinciestadje.
- Surb Sarkis-kerk. Een Armeense kerk die oorspronkelijk als houten kerk in 1848 is ingezegend. In de jaren 1880 werd de huidige stenen kerk gebouwd.[18] In de Sovjetperiode was de kerk een opslagplaats.
- Stenen boogbrug met vijf bogen in het dorp Kaoerma over de Paravani-rivier, vijf kilometer ten noorden van Ninotsminda. De brug met een lengte van 72 meter en een breedte van 4,5 meter stamt uit de 13e-14e eeuw en lag in een van de centrale wegen uit het Byzantijnse Rijk naar oostelijk Georgië.[19]

## Vervoer

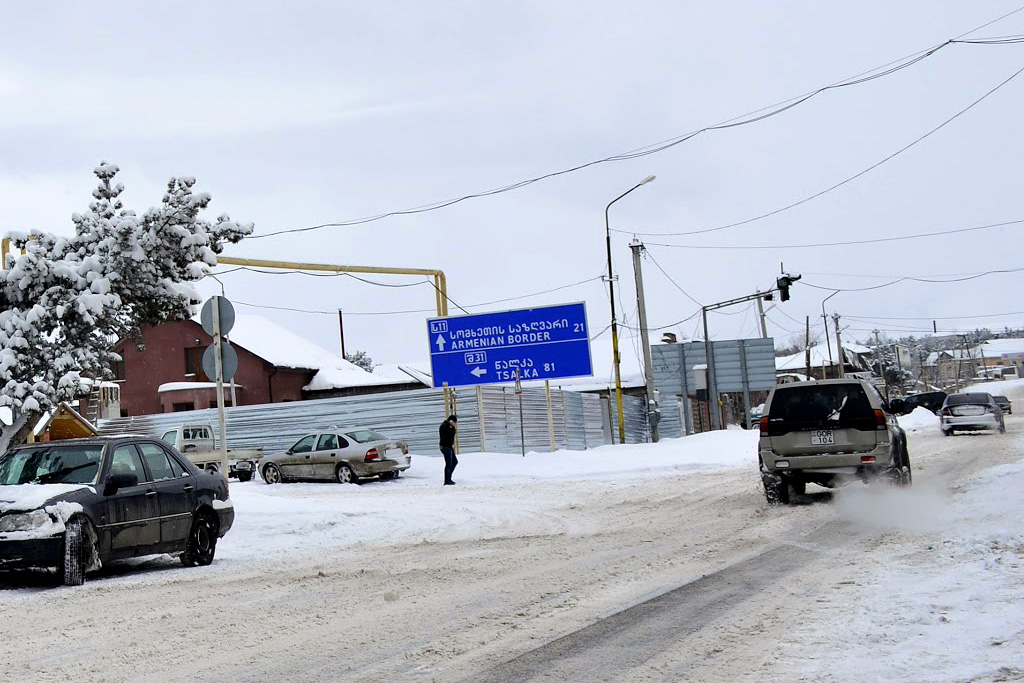
Kruising van (inter)nationaal belangrijke wegen.

De Georgische route van internationaal belang S11 (E692) die centraal Georgië met Armenië verbindt via Achaltsiche, Achalkalaki komt door Ninotsminda. Verder leidt de nationale route Sh31 vanaf Ninotsminda over het Dzjavacheti Hoogland naar Tsalka en Tbilisi. Dit is een belangrijke verbinding in het zuiden van Georgië.
Sinds de jaren tachtig van de twintigste eeuw is Ninotsminda door een spoorlijn verbonden met Tbilisi, via Tsalka, Tetritskaro en Marabda. Sinds 2007 vindt er geen passagiersvervoer meer plaats toen de lijn grootschalig werd gemoderniseerd voor de internationale Bakoe-Tbilisi-Kars spoorlijn. Tussen Achalkalaki en Ninotsminda werd een aftakking naar Turkije aangelegd, waarbij er ook een groot vracht- en spoorwisselstation bij Achalkalaki werd gebouwd. Sinds 2017 rijden er internationale goederentreinen over het spoor. Het lokale passagiersvervoer is niet hervat.